# Bibliographie (escalade)
Ne doit pas être confondu avec Biographie (escalade).
Bibliographie est une voie d'escalade située sur la montagne de Céüse, près de Gap, en France. Cotée 9b+, elle est une des voies les plus difficile du monde.

## Description et cotation
Située sur la montagne de Céüse près de Gap, Bibliographie est voisine de la voie Biographie.
Haute de 35 mètres et déversante,, Bibliographie est composée de trois parties successives. Une première de quelques mètres, évaluée par Alexander Megos 8b+ à elle seule avec des mouvements d’amplitude sur d'assez bonnes prises. Suit une section de quatre mouvements, passage-clé de la voie, qui serait l’équivalent d’un 8A+ en bloc selon Megos. La voie se poursuit par 25 mouvements difficiles, sur des trous et de petites réglettes, section qui serait équivalente à elle seule à un 9a, toujours selon la description faite par Megos en 2020.
Initialement cotée 9c par Alexander Megos qui en a fait la première ascension, Stefano Ghisolfi suggère plutôt une cotation 9b+, après avoir réussi la seconde ascension de la voie le 24 août 2021 en trouvant une méthode différente pour franchir le passage le plus difficile. Cette nouvelle cotation a ensuite été confirmée par Alexander Megos.

## Création et ascensions
La voie a été équipée par l’américain Ethan Pringle en 2009,,,. Sa première ascension a été réussie par Alexander Megos le 5 août 2020 après trois ans et 60 jours de travail.
La première répétition de la voie est réalisée par Stefano Ghisolfi le 24 août 2021. La troisième ascension est réussie par Sean Bailey (en) le 24 septembre 2021. La quatrième ascension par Seb Bouin le 3 juin 2023. Par la suite, l'espagnol Jorge Díaz-Rullo (de), qui répète à son tour la voie, devient le cinquième grimpeur à la réussir, le 16 octobre 2023,.